# Castel de Lindthout
Pour les articles homonymes, voir Linthout.
Le castel de Lindthout (originellement épelé Linthout) est un château de la commune bruxelloise de Woluwe-Saint-Lambert, en Belgique.

## Histoire

### Le château
Le castel fut construit de 1867 à 1869 par l'architecte gantois Florimond Vandepoele (1832-1875), élève et proche collaborateur du baron Jean-Baptiste Bethune, promoteur du style néogothique en Belgique. L'avocat catholique bruxellois Auguste Beckers en fut le commanditaire. Initialement construit en style néo-Renaissance flamande, le castel constitue, par les transformations et agrandissements qu'il a subis dès 1898, un intéressant exemple de continuité du style néogothique appliqué à l'architecture civile au début de ce siècle. 
Il passe aux mains du vicomte français René de Maupeou en 1889. 
Il est acquis en 1898 par Charles-Henri Dietrich, banquier et homme d'affaires bruxellois, vice-consul de Norvège et futur propriétaire de Val Duchesse. 
L'architecte Edmond De Vigne, qui restaurera aussi le domaine de Val-Duchesse, exécute la restauration ensemble avec le peintre décorateur Jean Van Holder, qui rénova aussi le château de Gaasbeek. Charles Dietrich confie à l'architecte paysagiste Louis-Léopold Van der Swaelmen, père de Louis Van der Swaelmen, le célèbre concepteur des cités-jardins de Floréal, du Logis et du Kapelleveld, l'agrandissement et l'embellissement du vaste parc autour du domaine. 
Ayant acquis l'ancien prieuré de Val Duchesse à Auderghem en 1903, Dietrich cède Linthout aux Sœurs du Sacré-Cœur de Lille, chassées de France par l'application de la loi Combes qui prive les communautés religieuses du droit à l'enseignement. 
Dès 1904, les sœurs y ouvrent un pensionnat : l'Institut du Sacré-Cœur de Lindthout et étendent l'ensemble par une imposante chapelle néogothique (1914-1919).
Le castel a hébergé les sœurs jusqu'en 1996. Il a conservé sa décoration intérieure du début du siècle. 
Inoccupée depuis 1997, une partie du castel a été rachetée par la commune de Woluwe-Saint-Lambert en 2000 et abrite actuellement l'Académie de musique, de danse et des arts de la parole, tandis que le reste du bâtiment est occupée par le Centre scolaire du Sacré-Coeur de Lindthout.
Il fut classé en 2002.

### Le parc
Le parc n'est pas un vestige de l'ancien bois de Linthout. Il n'a été planté qu'en 1870 par Auguste Beckers et élargi vers les avenues Dietrich et Albert Élisabeth une trentaine d'années plus tard par Van der Swaelmen à l'initiative de Charles-Henri Dietrich. 
Le parc est peuplé avant tout d'essences indigènes reconstituant l'aspect d'un massif boisé brabançon. Le hêtre en est l'essence dominante. Le tilleul s'y montre assez discret alors qu'il constitue la figure emblématique de l'histoire du site. La composition des strates arbustive et herbacée est également caractéristique des sous-bois brabançons[précision nécessaire]. 
Le petit étang asséché, dans lequel le fils de Charles Henri Dietrich, prénommé Henri, se serait noyé en 1898, est alimenté par une source tributaire du bassin-versant du Roodebeek, affluent de la Woluwe. Jadis, en hiver on y récoltait de la glace entreposée dans une glacière toute proche qui fut condamnée lors de l'installation des Sœurs et cachée par une grotte de Notre-Dame de Lourdes en fausse rocaille, aujourd'hui disparue.